# Перхо
Перхо (фин. Perho) — община в провинции Центральная Остроботния, Финляндия. Общая площадь территории — 775,19 км², из которых 27,25 км² — вода.

## История
11 июля 1808 года на территории общины произошел Бой на Коконсаарском болоте, в результате которого русский отряд одержал победу над шведским.

## Демография
На 31 января 2011 года в общине Перхо проживают 2936 человек: 1473 мужчины и 1463 женщины.
Финский язык является родным для 99,22% жителей, шведский — для 0,24%. Прочие языки являются родными для 0,55% жителей общины.
Возрастной состав населения:
- до 14 лет — 25,14%
- от 15 до 64 лет — 57,39%
- от 65 лет — 17,4%

Изменение численности населения по годам:
| Год  | Численность |
| ---- | ----------- |
| 1980 | 3139        |
| 1990 | 3381        |
| 2000 | 3155        |
| 2010 | 2934        |
| 2011 | 2936        |